# Іоана Дуку
Іоана Дуку (нар. 18 квітня 1996) — колишня румунська тенісистка.
Найвищу одиночну позицію світового рейтингу — 830 місце досягла 9 вересня 2013, парну — 736 місце — 3 листопада 2014 року.
Здобула 1 парний титул туру ITF.
Завершила кар'єру 2016 року.

## Фінали ITF

### Одиночний розряд (0–1)
| Легенда         |
| --------------- |
| турніри $25,000 |
| турніри $10,000 |

| Фінали за покриттям |
| ------------------- |
| Тверде (0–0)        |
| Ґрунт (0–1)         |

| Результат | Ранг | Дата           | Турнір                 | Покриття | Суперниця    | Рахунок  |
| --------- | ---- | -------------- | ---------------------- | -------- | ------------ | -------- |
| Поразка   | 1.   | 18 лютого 2013 | ITF Анталія, Туреччина | Ґрунт    | Йована Йович | 2–6, 5–7 |

### Парний розряд (1–3)
| Легенда         |
| --------------- |
| турніри $25,000 |
| турніри $10,000 |

| Фінали за покриттям |
| ------------------- |
| Тверде (1–1)        |
| Ґрунт (0–2)         |

| Результат | Ранг | Дата            | Турнір                   | Покриття | Партнерка    | Суперниці                     | Рахунок             |
| --------- | ---- | --------------- | ------------------------ | -------- | ------------ | ----------------------------- | ------------------- |
| Поразка   | 1.   | 18 лютого 2013  | ITF Анталія, Туреччина   | Ґрунт    | Крістіна Ене | Агнеш Букта Вів'єн Югашова    | 1–6, 6–2, [6–10]    |
| Поразка   | 2.   | 12 вересня 2014 | ITF Бухарест, Румунія    | Ґрунт    | Юлія Хелбет  | Ралука Чуфріла Андрея Гіцеску | 7–6(2), 1–6, [7–10] |
| Перемога  | 1.   | 22 вересня 2014 | ITF Шарм-еш-Шейх, Єгипет | Тверде   | Еден Сілва   | Юї Сайкай Нацумі Йокота       | 6–2, 6–4            |
| Поразка   | 3.   | 29 вересня 2014 | ITF Шарм-еш-Шейх, Єгипет | Тверде   | Еден Сілва   | Гаррієт Дарт Меліс Сезер      | 5–7, 1–6            |

## Юніорські фінали турнірів Великого шолома

### Дівчата, парний розряд
| Результат | Рік  | Турнір                               | Покриття | Партнерка            | Суперниці                         | Рахунок          |
| --------- | ---- | ------------------------------------ | -------- | -------------------- | --------------------------------- | ---------------- |
| Перемога  | 2014 | Відкритий чемпіонат Франції з тенісу | Ґрунт    | Іоана Лоредана Рошка | Кетрін Белліс Маркета Вондроушова | 6–1, 5–7, [11–9] |